# Sandwich (Illinois)
Sandwich é uma cidade localizada no estado americano de Illinois, no Condado de DeKalb e Condado de Kendall.

## Demografia
Segundo o censo americano de 2000, a sua população era de 6509 habitantes.
Em 2006, foi estimada uma população de 7083, um aumento de 574 (8.8%).

## Geografia
De acordo com o United States Census Bureau tem uma área de
7,8 km², dos quais 7,8 km² cobertos por terra e 0,0 km² cobertos por água.

## Localidades na vizinhança
O diagrama seguinte representa as localidades num raio de 16 km ao redor de Sandwich.